# Crotonogyne impedita
Espèce
Synonymes
- Neomanniophyton impeditum (Prain) Pax[1]

Crotonogyne impedita Prain est une espèce de plantes à fleurs de la famille des Euphorbiaceae, endémique du Cameroun. On la trouve dans la région du sud-ouest du Cameroun à la frontière de Bakossi mais également à Kumba et à Loum. Le botaniste Thomas Duncan a enregistré deux autres sites à Konye et au Mont Kala. Elle est déclarée en voie de disparition par l'UICN, et a déjà disparu de certains sites, comme celui de Loum à cause de l'agriculture. Les autres sites sont tout aussi menacés à cause de l'urbanisation et des cultures.